# Stenorhopalus gracilipes
Stenorhopalus gracilipes es una especie de escarabajo de la familia Cerambycidae, descrito en 1851 por Émile Blanchard, con distribución en la Argentina. Desde entonces, ha sido descrita también en la provincia de Malleco y Aysén en el sur de Chile.